# Edward Włodarczyk (polityk)
Edward Józef Włodarczyk (ur. 24 stycznia 1947 w Radomiu) – polski działacz samorządowy i partyjny, inżynier, w latach 1977–1979 wiceprezydent, a w latach 1979–1982 prezydent Sosnowca.

## Życiorys
Syn Walentego i Anny. W 1971 wstąpił do Polskiej Zjednoczonej Partii Robotniczej. Uzyskał wykształcenie wyższe inżynierskie. Podjął pracę w Hutcie im. Edmunda Cedlera, został członkiem plenum i egzekutywy, a następnie sekretarzem Komitetu Zakładowego PZPR tamże. Pomiędzy 1975 a 1977 instruktor i starszy instruktor Komitetu Miejskiego PZPR w Sosnowcu. Od 1 maja 1977 do grudnia wiceprezydent, następnie od 7 grudnia 1979 do 28 lutego 1982 prezydent Sosnowca. W III RP związany z przedsiębiorstwem zarządzającym nieruchomościami.